# 왜냐맨
왜냐맨은 유튜브 채널 Loud G에서 방송했던 웹 예능 프로그램이다. 장민철의 별명인 왜냐맨에서 제목을 따왔으며 장민철의 민심회복 프로젝트로 시작했다. 이후 방송 시즌3부터 LCK 아나운서로 활동한 김민아가 출연진에 합류했고, 외전에서는 김민아가 하차하고 가수 테라모토 유키카가 합류했다.

## 역대 시즌 부제목
- 민심 회복 프로젝트 - 왜냐맨 시즌 1
- 여심정복 프로젝트 - 왜냐맨 시즌 2
- 동갑내기 과외하기 - 왜냐맨 시즌 3[2]
- 삼십세들 - 왜냐맨 시즌 4
- 브론즈에서 살아남기 - 왜냐맨 외전[3]